# Меритан, Огюст
Огюст де Меритан — французский электротехник XIX века.
Родился в 1834 году.
Его самой известной работой стали опыты с магнитогенераторами, в особенности, над теми, которые применяются для дугового освещения и на маяках. Такие же магнитогенераторы когда-то производились Флорисом Ноллетом, бельгийским инженером; Инновация де Меритана заключалась в том, чтобы заменить катушки ротора, которые раньше вращались на отдельных остовах на кольцевую обмотку. Такого рода обмотка вращалась на железном стержне, состоявшем из нескольких блоков, путём чего создаётся единый непрерывный обод. Это давало на выходе больше тока, что позволяло использовать получаемую энергию в дуговых лампах.
В 1881 году во Франции ему был выдан патент на технологию электродуговой сварки. Она предполагала использование угольного электрода для создания дуги, необходимой для осуществления сварки. Однако данная технология не подходила для работы со сталью, так как ей не достигалась нужная для этого температура. Тем не менее, электродуговая сварка нашла широкое применение при работе со свинцовыми пластинами для производства аккумуляторных батарей. Де Меритан разработал также специальное сварочное оборудование, включавшее в себя закрытый капюшон для сварщика и газоотводную трубу для того, чтобы отводить опасные пары и окись свинца, образующиеся при проведении сварочных работ.
Огюст де Меритан умер в 1898 году в Понтуазе в полной нищете.

## Патенты
- 10 апреля 1878 г. — французский патент за номером 123,766 (улучшенный магнитный электрогенератор).
- 17 сентября 1878 г. — британский патент за номером 3,658 (улучшенный магнитный электрогенератор).
- 1881 г. французский патент (электродуговая сварка)